# بياتسا دل كامبو

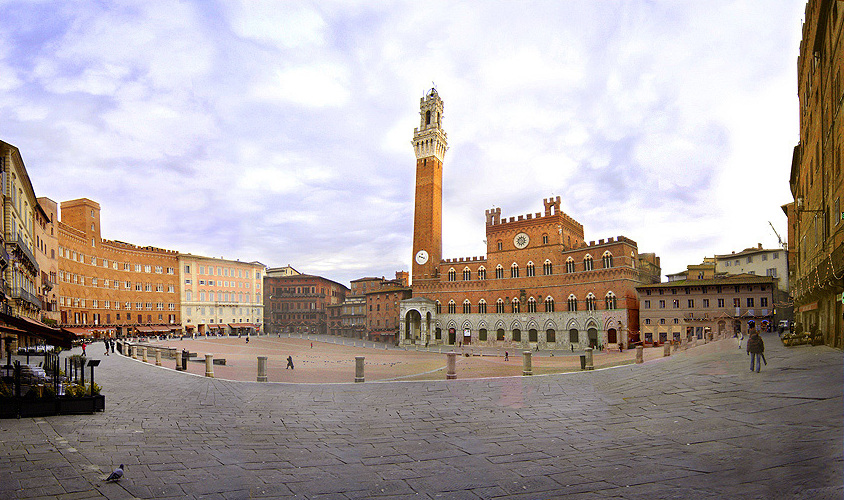
بياتسا ديل كامبو

بياتسا ديل كامبو هي الساحة العامة الرئيسية في قلب مدينة سيينا التاريخي في توسكانا إيطاليا. تعد واحدة من أكبر الساحات الأوروبية من القرون الوسطى. تعرف في جميع أنحاء العالم بجمالها و تكاملها المعماري. يحيط بالساحة صدفية الشكل بالاتسو بوبليكو و توري ديل مانجيا و العديد من البالاتسي سينيوريلي. يوجد على الجهة الشمالية الغربية للساحة فونتي غايا.